# Stortjärnen (Näskotts socken, Jämtland)
Stortjärnen är en sjö i Krokoms kommun i Jämtland och ingår i Indalsälvens huvudavrinningsområde.